# Нахр-эль-Барид
Нахр-эль-Барид (араб. نهر البارد‎) — лагерь палестинских беженцев в Ливане, в пригородах Триполи. В лагере проживают около 30 тысяч палестинцев. В мае 2007 года лагерь стал очагом конфликта террористической группировки Фатх-аль-Ислам с правительственными войсками Ливана. Примерно 6000 семей палестинских беженцев (27000 жителей) и более 1600 ливанских жителей, проживающих в лагере, были вынуждены покинуть его.
Лагерь был основан в декабре 1949 года Лигой обществ Красного Креста для размещения палестинских беженцев, страдающих от тяжелых зимних условий в долине Бекаа и пригородах Триполи. Лагерь основан за пределами крупных ливанских городов или поселений, что сделало Нахр аль-Баред более изолированным от ливанского общества, чем многие другие лагеря в Ливане. Несмотря на это, из-за своего положения на главной дороге в Сирию и близости к сирийской границе Нахр-аль-Баред стал центральным коммерческим узлом для местных ливанцев региона Аккар.